# Elk Ridge
Elk Ridge – miasto w Stanach Zjednoczonych, w stanie Utah, w hrabstwie Utah.